# Ferro-cannilloite
La ferro-cannilloite è un minerale ipotetico, un anfibolo appartenente al sottogruppo degli anfiboli di calcio.
I minerali ipotetici sono nomi assegnati dall'IMA ai termini di una serie non ancora trovati in natura (come nel caso della ferro-cannilloite) oppure a sostanze artificiali per cui si presume anche l'esistenza in natura.
Il nome è stato attribuito in relazione alla cannilloite ed al suo contenuto di ferro Fe2+.